# Нижня Тюльма
Нижня Тюльма́ (рос. Нижняя Тюльма, башк. Түбәнге Төлмәй) — присілок у складі Бєлорєцького району Башкортостану, Росія. Входить до складу Інзерської сільської ради.
Населення — 65 осіб (2010; 71 в 2002).
Національний склад:
- башкири — 75%